# 李子方
李子方，JP[?]（1891年9月21日—1953年9月5日），一作李子芳、又名李作聯，香港銀行家及政治家，1918年至1953年歷任東亞銀行助理經理和經理，1939年至1941年先後獲香港政府委任為市政局和立法局非官守議員。
李子方是香港望族李佩材家族的成員，也是香港大學在1916年的首屆畢業生，1918年聯同兄長李冠春和紳商簡東浦與周壽臣爵士等人合作，籌組以西式經營的東亞銀行。在東亞銀行任職期間，李子方與擔任總經理的簡東浦聯手打理銀行的日常業務，為銀行的初期發展奠定基礎，使東亞銀行早在戰前已成為香港數一數二的華資銀行。
在銀行和其他商業業務以外，李子方也被港府委以不同公職，除了市政局和立法局的職務以外，他還在香港淪陷前擔任過保良局總理、教育委員會委員、香港大學校董和戰時收益委員會委員等職。在立法局內，他曾經聯同局內其他非官守議員反對港府計劃開徵入息稅的建議，最終港府答應僅以開徵入息稅作為維持戰時收益的臨時手段。
1941年12月香港淪陷以後，李子方在翌年獲日治政府委任出任華民代表會四名委員的其中之一。及至1945年香港重光，雖然他獲港府消除了通敵的嫌疑，但卻從此不再為港府敘用。晚年的李子方患有心臟病，身體健康大不如前，更需要多次前往美國接受治療，終在1953年於當地病逝，終年僅61歲。

## 生平

### 早年生涯
李子方祖籍廣東鶴山，1891年9月21日生於香港，是香港望族李佩材家族的成員。李子方是由父親李佩材與其元配侯容莊所出，李佩材是本地殷商，19世紀透過從事食米進口、船運和地產等業務致富。李子方的長兄李冠春和李少彭都是由侯容莊所出，另有弟妹李蘭生、李月嫦、李作忠和李作禮等，皆由李佩材與其妾室任瑞芝和鄒勝金所出。
李子方幼年被安排到廣州的私塾受教，隨後返回香港入讀皇仁書院。李子方在皇仁書院的學業表現傑出，曾獲庇理羅士獎學金及馬禮遜獎學金，1912年香港大學開學後，他即成為香港大學首屆學生，至1916年獲文學士學位畢業，是為香港大學首屆畢業生。

### 商業生涯
李子方原本有意到英國深造法律，但從香港大學畢業前數月卻遇上父親李佩材逝世，結果他放棄了出國的念頭，改為跟隨兩名兄長接手打理家族業務。最初，長兄李冠春前赴越南處理父親在當地的業務，而李子方則留在香港，負責打理和發成船務和南和行米行等由父親一手創辦的家族生意。同時間，李子方與長兄李冠春還著手準備進軍銀行業，計劃開辦一所華資銀行。事實上，李佩材早在逝世前已有創立一所華資銀行的構想，而李冠春和李子方兄弟計劃開辦華資銀行，除了是為了實現父親的構思以外，還有就是當時香港經已開埠多年，本地華商在商界具有一定的影響力，因此開辦一家採用西方經營模式的華資銀行，將能夠有所作為，迎合本地華商的需要。

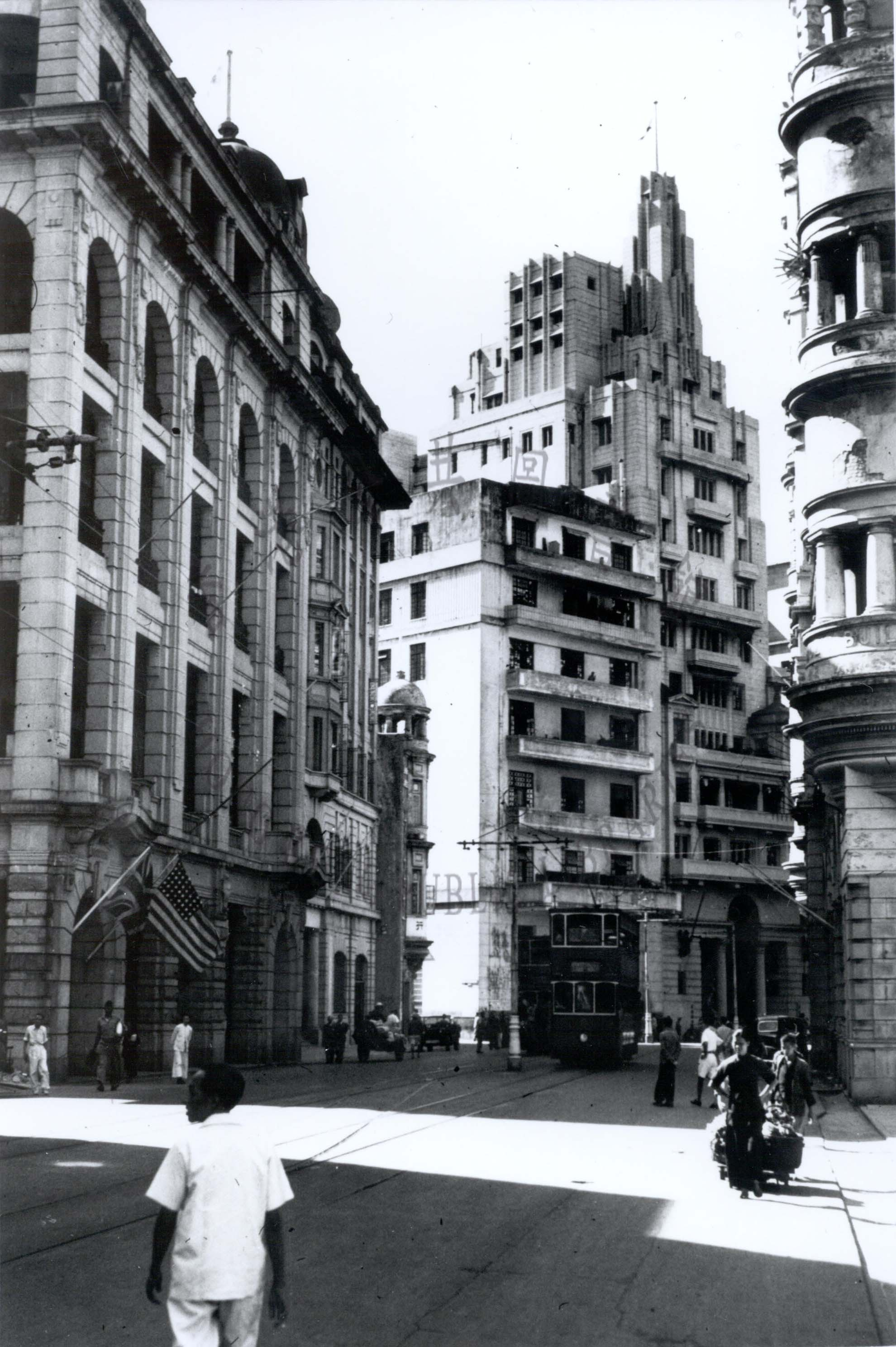
1935年落成的東亞銀行總行新廈（圖中尖塔頂摩天大廈）

在開辦銀行一事上，李冠春兄弟拉攏到曾經在日本從事銀行業的簡東浦合作，此外還成功爭取到周壽臣（後為爵士）等本地殷商支持，終促成東亞銀行在1918年11月14日經香港政府註冊成立。東亞銀行的董事局最初由龐偉廷、周壽臣、簡英甫、李冠春、莫晴江、黃耀初、陳澄石、簡東浦和李子方九名永遠董事組成，銀行的法定資本為200萬港元，分為20,000股，即每股100港元，當中九名永遠董事每人出資20萬港元，餘下的股份則在市場上發行。東亞銀行成立以後，最初由龐偉廷出任主席，並由簡東浦出任終身總經理，而李子方則出任助理經理，未幾又升任終身經理，親身打理銀行的日常業務。
東亞銀行成立後不久，旋於翌年1月正式開業，到1921年因業務需要，法定資本再增至1,000萬港元，遂再邀請馮平山、簡照南、黃柱臣、郭幼廷和吳增祿五名殷商加入為永遠董事；至1925年，周壽臣再接替龐偉廷出任東亞主席。東亞銀行憑藉廣泛的人脈網絡和市場的殷設需求，業務蒸蒸日上，開業十年間已分別於上海、西貢、廣州和九龍設立分行，而業務更是遍及中國大陸不少主要城市、日本、台灣、菲律賓、新加坡、馬來亞、印度、澳洲、英國、法國和美國等地，成為香港數一數二的華資銀行。
在簡東浦和李子方等帶領下，東亞銀行也曾經經歷過1924年香港經濟不景以至是1930年代大蕭條的困局，但最終都能夠維持下去。在1935年，香港曾經有華資銀行倒閉，觸發東亞銀行出現擠提情況，當時東亞把銀圓金條一箱一箱的運到總行大堂示眾，最終成功穩住人心。東亞銀行成立初年的總行設於中環皇后大道中2號，至1921年遷至同區德輔道中10號，後來隨著業務不斷發展，簡東浦與李子方等又於1933年主持德輔道中10號總行的重建工作。總行新廈復於1935年7月落成，樓高14層，一度成為全香港最高的摩天大廈，到同年10月才被完成重建的香港匯豐總行大廈超越。
除了東亞銀行的業務以外，李子方也身兼多家公司的董事職務，當中包括和發成、南和行、均益倉、青洲英泥、山打根電力、屈臣氏藥房、省港澳輪船和東方置業等公司。此外，他還在1924年參與創辦了旗昌保險，1932年又出資參與籌辦中華百貨公司，並兼任總經理，開拓其他商機。

### 公職生涯
在商業業務以外，李子方在第二次世界大戰以前的香港也十分關注公共事務，曾經擔任不少公職。早在1917年時值第一次世界大戰的時候，李子方已曾策動同業組織香港船東維持會，反對香港政府計劃封用私人船隻，最終成功向港府爭取特別待遇，使業界的利益得到保障。自出任東亞銀行經理以後，李子方也開始受到港府的注意，1923年獲委任為當年的保良局總理，隨後又於1931年4月受任為非官守太平紳士。
李子方對教育事務有特別的興趣，他由1934年起獲港府委任為教育委員會委員，復於1936年起兼任香港大學校董，一直到1941年香港淪陷後才停止擔任兩項職務。1938年，港府設立一個教師培訓委員會，研究香港在師資方面的培訓政策，李子方即獲委任為委員會其中一名委員。委員會隨後發表的報告書，終促成羅富國師範學院在1939年創校；他在1939年又獲港府委任為香港大學進一步發展委員會委員，參與研究香港大學應否加強與中國大陸大學的合作。李子方還長年擔任聖保羅書院校董會副主席和聖士提反書院校董，戰後復於1951年至1953年擔任崇基學院校董。
除了教育事務以外，經濟和金融事務也是李子方關注的範疇。具銀行業背景的他在1929年和1930年先後獲港府委任為印花稅委員會委員和貨幣委員會委員，參與研究香港在全球大蕭條下有關印花稅和港元貶值等問題。他後來還在1938年加入港府特設的公司核數（中文）諮詢委員會擔任委員，以及在1939年10月至1940年2月出任戰時收益委員會委員。擔任公職多年的李子方在1939年7月至10月進一步獲港府起用署任市政局非官守議員，暫代譚雅士離港時遺下的空缺；翌年3月，他又獲得正式委任成為市政局非官守議員。李子方在二戰以前擔任過的其他公職還計有香港保護兒童會委員、香港防癆會委員、華人永遠墳場管理委員會委員和華人廟宇委員會委員等。
李子方由1939年7月起獲時任香港總督羅富國爵士指派暫任立法局非官守議員，暫代李樹芬醫生離港後遺下的空缺，到1941年1月17日得以正式實任，成為二戰前最後一位獲得委任的立法局華人議員。在立法局內，他聯同局內其他非官守議員大力反對港府計劃開徵入息稅的建議，並在戰時收益委員會發表的報告書中對建議提出重大保留。幾經商界和港府的討價還價，開徵入息稅的建議最終在1940年4月獲立法局三讀通過，但稅項只作為維持戰時收益的臨時手段，港府還承諾大戰結束後廢除稅項。雖然港府在大戰過後的確廢除了入息稅，但卻旋於1947年重新開徵。

### 晚年生涯
1941年12月7日，太平洋戰爭爆發，日本同時於香港時間12月8日派兵入侵香港，香港保衛戰一觸即發。同月25日，時任港督楊慕琦爵士宣佈無條件投降，標誌著香港淪陷，開展為期三年零八個月的日治時期。由李子方打理的東亞銀行在淪陷之初一度停業，但未幾於1942年2月與另外五家銀行獲日治政府批准復業，並被指定成為「社會福利彩票」的總代理辦事處。1942年1月，日治政府「訓示」華人僑領成立香港善後處理委員會，以迫使他們服從日軍管治，在政商界具一定地位的李子方遂成為九名委員的其中之一。同年3月，日治政府再組織華民代表會取代香港善後處理委員會，作為代表華民社會的諮詢機構，李子方過渡到華民代表會出任該會四名委員的其中之一，使他進一步蒙上了背叛英國和通敵的嫌疑。其後，日治政府成立「香港競馬會」以取代香港賽馬會，李子方即獲委任為競馬會董事之一。
日本在1945年8月宣佈無條件投降後，終標誌著香港重光，香港遂恢復英國管治。戰後，港府旋即強調李子方等是出於捍衛香港華人利益，並在得到英方秘密許可下，才接受出任日治政府的公職，當中並不涉及通敵賣國的行為，因此未有遭到港府深究。不過，根據在戰後曾先後擔任軍政府首席民政事務官和港府輔政司的麥道高後來在內部文件中指出，雖然李子方等再沒有通敵的嫌疑，但如果重新委任他們到行政局或立法局供職，將有可能引起很大爭議，結果李子方等絕大部份曾經與日治政府高調合作的政商界人物，在戰後一律都不再為港府敘用。
事實上，李子方在戰時除了被指摘與日方合作，又要兼顧東亞銀行的業務，使他承受很大的壓力，因此戰後即以健康關係淡出政壇，但仍繼續擔任東亞銀行經理，為重整東亞業務四出奔走。在長年承受沉重壓力的情況下，李子方還在1948年證實患上心臟病，需要多次前往美國養病，身體狀況大不如前。在1953年3月，李子方與家人前赴美國，除了專心養病以外，還順道探望在當地留學的三名女兒。然而，李子方卻在1953年9月5日突然於內華達州小鎮溫尼馬卡因病逝世，終年僅61歲。身後他的遺體由美國經海路在同年10月13日清晨運返香港，10月17日於萬國殯儀館舉行追悼大會，由聖公會曹思晃牧師主持，各界親臨致悼者眾，當中包括華人代表何東爵士、周壽臣爵士、羅文錦爵士、市政局主席彭德伉儷、華民政務司鶴健士、行政局首席華人議員周埈年、立法局首席華人議員周錫年和匯豐銀行總經理端納等千餘人，遺體隨後安葬於薄扶林華人基督教墳場。

## 個人生活
李子方一家信奉基督教，並且是聖公會會眾，其妻鄧秀卿同樣祖籍廣東鶴山，是有利銀行華經理鄧榮陞的長女，嘗任香港基督教女青年會董事、中國婦女會董事和婦女兵災籌賑會副會長兼永遠顧問，1960年9月3日逝世，享壽72歲。李子方夫婦共育有六子三女，分別名李福杖、李福和、李福泰、李福權、李福逑、李福培、李慧賢、李慧娟和李慧嫻。
李子方的二子李福和曾任東亞銀行主席和行政立法兩局非官守議員；另五子李福逑是港府早期的華人政務官，是開埠以來首位出任社會福利署署長、社會事務司和民政司的華人，並嘗任行政立法兩局官守議員。李福逑之子李國能是李子方的孫兒，他是香港御用大律師，後於1997年至2010年出任香港終審法院首任首席法官。
賽馬是李子方的主要興趣之一，他早年即為香港賽馬會會員。此外，他多年來也熱心於聖公會會務，長年是聖公會聖保羅堂教友，晚年更與妻子支持聖公會聖米迦勒小學的發展。其後人於1961年籌建而成的北角聖彼得堂，除了是以聖彼得命名，也是因為李子方當年受洗後得教名「彼得」（Peter）的緣故。

## 榮譽
- 以下列出榮譽全稱及縮寫：^ 
  - 太平紳士（J.P.） （非官守，1931年4月[2]）

## 注腳
1. ↑  "No. 541[永久]", Hong Kong Government Gazette, 6 July 1934.
2. 1 2 3 4 5 6 7 8 9 10 11 12  O'Connell (2012), pp.262-263.
3. 1 2 3 4 5 6 7 8 9 10  〈李子方在美病逝〉（1953年9月7日）
4. ↑  〈四大望族李家縱橫政商界〉（2011年11月11日）
5. 1 2 3 4 5 6 7 8  〈李子方略歷〉（1953年10月11日）
6. 1 2 3  〈李子方代理定例局華人代表〉（1939年7月7日）
7. 1 2 3 4 5 6  〈1918年：東亞銀行的創立〉（2005年）
8. 1 2 3 4 5 6 7 8  區慕彰、羅文華（2011年）
9. 1 2 3  〈東亞銀行啟示〉（1918年11月19日）
10. 1 2  梁炳華（2011年），頁247。
11. ↑  Jurors List for 1921 (18 February 1921), p.16.
12. ↑  Jurors List for 1930 (27 February 1930), p.19.
13. ↑  〈東亞銀行開幕〉（1919年1月6日）
14. ↑  "Hongkong Property Deal - Bank of East Asia Buys Important Site" (23 September 1919)
15. ↑  "New Bank Premises - Bank of East Asia Moves" (19 September 1921)
16. ↑  〈發展里程〉（造訪於2013年4月2日）
17. ↑  〈東亞銀行新行落成〉（1921年9月1日）
18. ↑  〈東亞銀行遷址紀盛〉（1921年9月20日）
19. 1 2  〈1935年：東亞銀行新行建成開幕〉（2005年）
20. ↑  Report of the Secretary for Chinese Affairs for the Year 1923 (1924), p.C49.
21. ↑  "No. 86[永久]", Hong Kong Government Gazette, 9 February 1934.
22. ↑  "No. 399[永久]", Hong Kong Government Gazette, 29 April 1936.
23. 1 2  Report of the Committee on the Training of Teachers (1938)
24. ↑  "No. 171[永久]", Hong Kong Government Gazette, 3 March 1939.
25. ↑  Report of the Stamp Duties Committee (1929), p.2.
26. ↑  Report of Currency Committee, 1930 (14 July 1930), p.8.
27. ↑  "No. 950[永久]", Hong Kong Government Gazette, 9 December 1938.
28. 1 2 3  Report of the War Revenue Committee (February 1940)
29. ↑  Report of the Chairman, Urban Council (1939), p.M(1)5.
30. ↑  "No. 311[永久]", Hong Kong Government Gazette, 13 March 1940.
31. ↑  "No. 548[永久]", Hong Kong Government Gazette, 6 July 1939.
32. ↑  "No. 745[永久]", Hong Kong Government Gazette, 16 June 1941.
33. ↑  〈李子方任立法局議員〉（1941年1月19日）
34. ↑  〈李子方批評保存盈餘政策〉（1941年2月21日）
35. ↑  "Income Tax Debate" (9 November 1939)
36. ↑  Evans, Freedman and Krever (2011), p.203.
37. ↑  鄺智文（2015年），頁46至47。
38. ↑  Jarvie (1969), p.95.
39. ↑  〈李子方遺體將運回港〉（1953年9月14日）
40. ↑  〈李子方靈柩今晨運返本港〉（1953年10月13日）
41. ↑  〈李子方今出殯〉（1953年10月17日）
42. ↑  〈李子方靈柩昨日出殯〉（1953年10月18日）
43. ↑  〈李子方夫人逝世〉（1960年9月4日）
44. ↑  〈馬會副主席李福和退休，麥蘊利繼任副主席〉（1987年5月14日）
45. 1 2  〈李國能喪父 遵囑低調設靈〉（2011年11月11日）
46. ↑  〈終身會員李福和情繫賽馬〉（2005年9月29日）
47. ↑  〈北角聖彼得堂簡史〉（造訪於2014年7月16日）

### 中文資料
- 〈東亞銀行啟示〉，《香港華字日報》第壹張貳頁，1918年11月19日。
- 〈東亞銀行開幕〉，《香港華字日報》第壹張叁頁，1919年1月6日。
- 〈東亞銀行新行落成〉，《香港華字日報》第壹張叁頁，1921年9月1日。
- 〈東亞銀行遷址紀盛〉，《香港華字日報》第貳張貳頁，1921年9月20日。
- 〈李子方代理定例局華人代表〉，《大公報》第六版，1939年7月7日。
- 〈李子方任立法局議員〉，《大公報》第六版，1941年1月19日。
- 〈李子方批評保存盈餘政策〉，《大公報》第六版，1941年2月21日。
- 〈李子方在美病逝〉，《華僑日報》第二張第一頁，1953年9月7日。
- 〈李子方遺體將運回港〉，《華僑日報》第二張第一頁，1953年9月14日。
- 〈李子方略歷〉，《華僑日報》第二張第二頁，1953年10月11日。
- 〈李子方靈柩今晨運返本港〉，《華僑日報》第二張第一頁，1953年10月13日。
- 〈李子方今出殯〉，《華僑日報》第二張第一頁，1953年10月17日。
- 〈李子方靈柩昨日出殯〉，《華僑日報》第二張第一頁，1953年10月18日。
- 〈李子方夫人逝世〉，《工商日報》第六頁，1960年9月4日。
- 〈馬會副主席李福和退休，麥蘊利繼任副主席〉，《華僑日報》第二張第一頁，1987年5月14日。
- 〈1918年：東亞銀行的創立〉，《香港6000年》。香港：齡記出版有限公司，2005年。
- 〈1935年：東亞銀行新行建成開幕〉，《香港6000年》。香港：齡記出版有限公司，2005年。
- 〈終身會員李福和情繫賽馬〉，《東方日報》A18，2005年9月29日。
- 區慕彰、羅文華著，《中國銀行業發展史——由晚清至當下 （页面存档备份，存于）》。香港：香港城市大學出版社，2011年。
- 梁炳華編，《中西區風物志[永久]》。香港：中西區區議會，2011年。
- 〈李國能喪父 遵囑低調設靈〉，《明報》港聞A04，2011年11月11日。
- 〈四大望族李家縱橫政商界〉，《明報》港聞A04，2011年11月11日。
- 鄺智文著，《重光之路：日據香港與太平洋戰爭》。香港：天地圖書有限公司，2015年。ISBN 978-9-88825-566-5
- 〈發展里程 （页面存档备份，存于）〉，東亞銀行，造訪於2013年4月2日。
- 〈北角聖彼得堂簡史 （页面存档备份，存于）〉，《香港聖公會北角聖彼得堂》，造訪於2014年7月16日。

### 英文資料
- "Hongkong Property Deal - Bank of East Asia Buys Important Site", The China Mail, 23 September 1919.
- Jurors List for 1921[永久]. Hong Kong: Hong Kong Government, 18 February 1921.
- "New Bank Premises - Bank of East Asia Moves", The China Mail, 19 September 1921, p.1.
- Report of the Secretary for Chinese Affairs for the Year 1923[永久]. Hong Kong: Hong Kong Government, 1924.
- Report of the Stamp Duties Committee[永久]. Hong Kong: Hong Kong Government, 1929.
- Jurors List for 1930[永久]. Hong Kong: Hong Kong Government, 27 February 1930.
- Report of Currency Committee, 1930[永久]. Hong Kong: Hong Kong Government, 14 July 1930.
- Report of the Committee on the Training of Teachers[永久]. Hong Kong: Hong Kong Government, 1938.
- Report of the Chairman, Urban Council[永久]. Hong Kong: Hong Kong Government, 1939.
- "Income Tax Debate", The China Mail, 9 November 1939, pp.18-19.
- Report of the War Revenue Committee[永久]. Hong Kong: Hong Kong Government, February 1940.
- Jarvie, I.C., Hong Kong: A Society in Transition （页面存档备份，存于）.  New York: Praeger, 1969.
- Edited by Evans, C., Freedman, J., and, Krever, R., The Delicate Balance: Tax, Discretion and the Rule of Law （页面存档备份，存于）. The Netherlands: IBFD, 2011.
- O'Connell, Tim, "Li Koon-chun and Li Tse-fong", Dictionary of Hong Kong Biography. Hong Kong: Hong Kong University Press, 2012.

## 外部連結
- 劉智鵬，香港人香港史系列：李子方─東亞銀行的創辦人(1) （页面存档备份，存于）（2012年5月17日）
- 劉智鵬，香港人香港史系列：李子方─東亞銀行的創辦人(2) （页面存档备份，存于）（2012年5月18日）